# Calle Jularbo

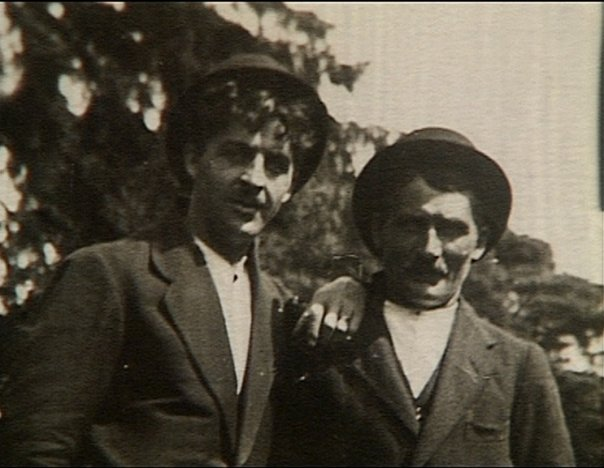
Calle Jularbo med fadern Alfred till höger.

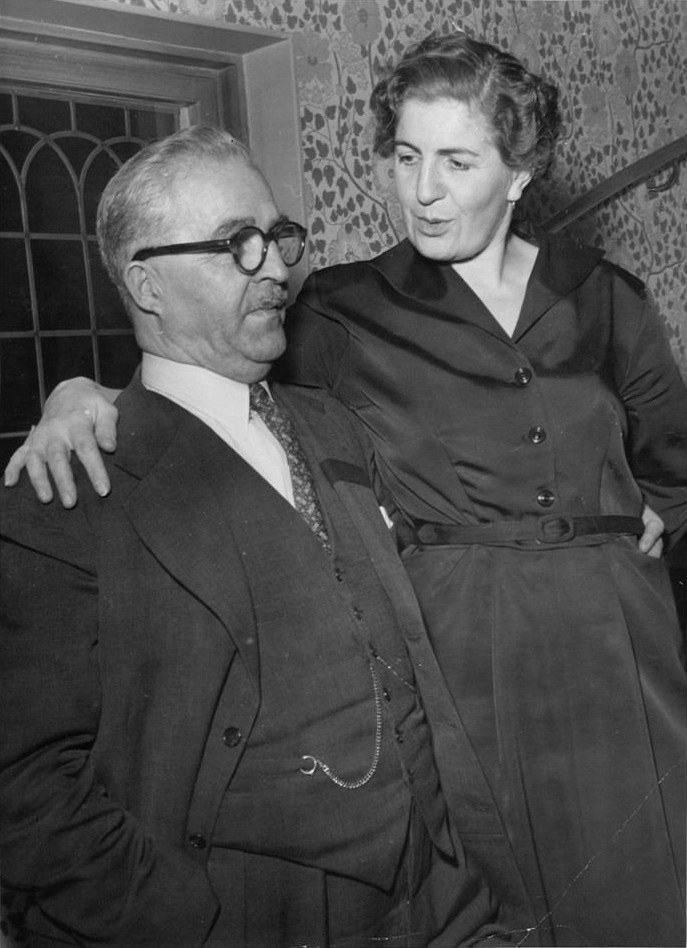
Calle Jularbo med hustrun Sally 1954.

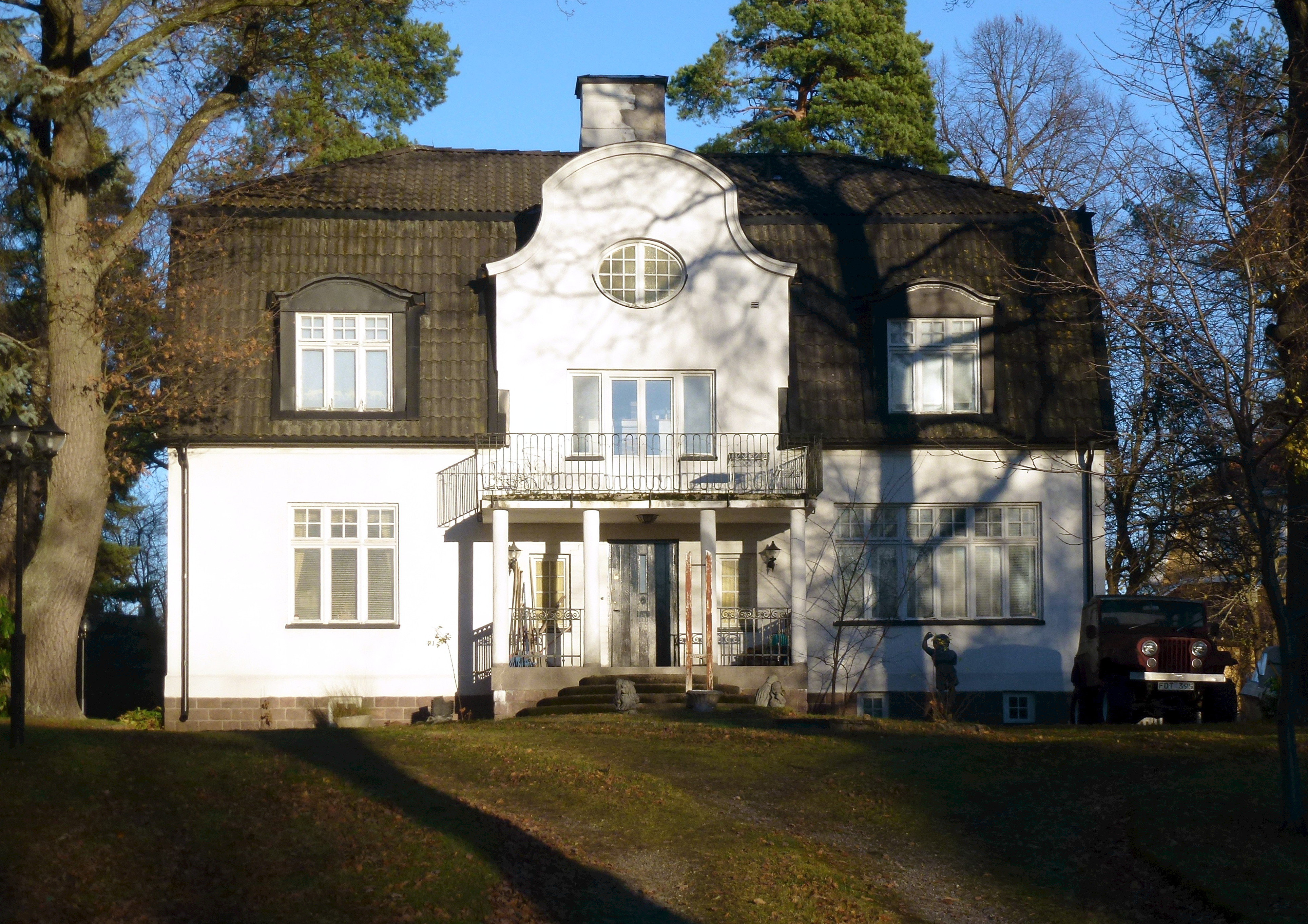
Villa Jularbo i Storängen i Nacka.

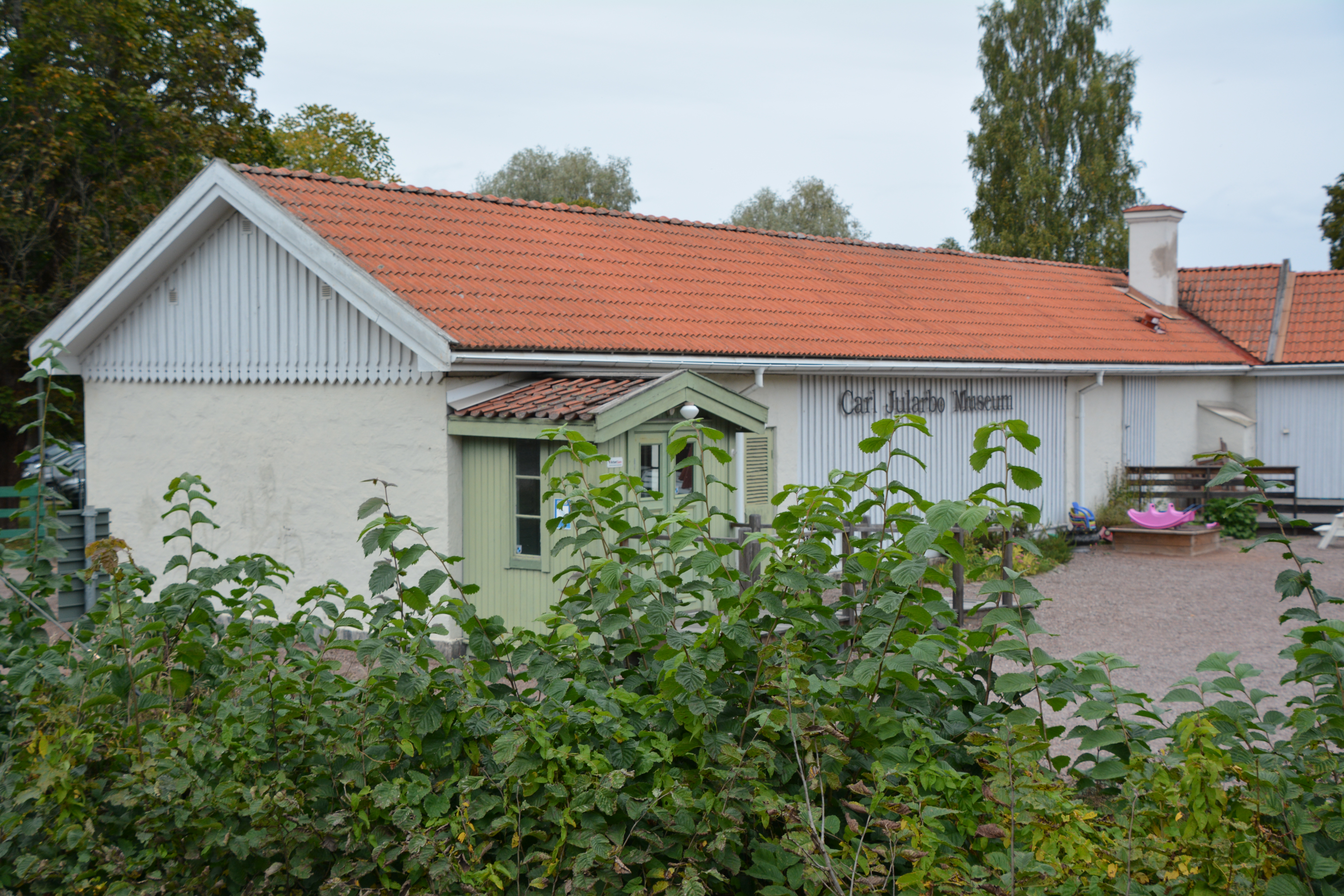
Carl Jularbomuseet i Avesta.

Karl Oskar Jularbo, tidigare Karlsson, född den 6 juni 1893 i Jularbo i Folkärna socken i Kopparbergs län, död den 13 februari 1966 i Nacka i Stockholms län, var en svensk dragspelare och kompositör.

## Biografi
Jularbo var äldste son till gårdfarihandlaren Alfred Karlsson (1865–1952) och Selma Meijer (1871–1928). Han växte upp tillsammans med sina föräldrar och nio syskon i ett torp i Östanbyn i Grytnäs socken. Hans familj tillhörde på både fädernet och mödernet det som numera kallas resandefolket. Redan som litet barn följde han med sitt dragspel sin far på dennes handelsresor, företrädesvis runt om i Västmanland. 
Jularbo inledde sin dragspelskarriär redan vid fem års ålder. 1900–1901 turnerade han i Norge och därefter fram till 1904 med det Anderssonska kabaretsällskapet, lett av violinisten Johan Andersson och med hans son Charles Barkel som en av medlemmarna. Från 16 till 23 års ålder vann han förstapris i 158 dragspelstävlingar, och han framträdde vid otaliga tillfällen i radio liksom i folkparker och andra nöjesplatser. Det skandinaviska rekordet i inspelade grammofonskivetitlar är ännu hans, med 1 577 stycken. Vid sitt memoarskrivande 1946 uppgav han dock att han spelat in 3 000 melodier på skiva.
Jularbo gjorde 108 egna kompositioner, flera av dem ännu inte spelade. Hans mest kända melodi är "Livet i finnskogarna", som han spelade in 1915. Bland övriga kända inspelningar kan nämnas "Drömmen om Elin", "Avestaforsens brus" och "Nya Värmlandsvalsen".
Jularbo hade en utpräglad, personlig stil, som kommit att starkt påverka den svenska dragspelstraditionen. Han hade gott gehör och tonminne, och han bibehöll en mycket stor repertoar utan det stöd för minnet som det ger att kunna läsa noter. Därigenom är han ansedd att vara en av Sveriges främsta på sitt instrument. Jularbo var bosatt i Storängen i Nacka.
Svenska bondkapellet var en musikgrupp som förutom av Calle Jularbo bestod av Fiol-Pelle och Sara Bramson (ibland under pseudonymen "Karl August"). Bland skivinspelningarna kan nämnas Sjömanskärlek och Mitt svärmeri.
Jularbo och sonen Ebbe (Eberhardt) omnämns i Povel Ramels Birth of the gammeldans från revyn På avigan (1966): "Först kommer Calle Jularbo med Eberhardt i hand..."

## Familj och anor
På fädernet härstammade Calle Jularbo i rakt nedstigande led från Peter Detlofsson (1738–1815) som ingick i ett "anhang zigeuner", och som landshövdingen lät "efterslå" och som skulle drivas ur riket. Stamfadern Gabriel Alexandersson Meijer, var skarprättare i Uppsala i slutet av 1600-talet. Calle Jularbos mormorsmor Aima Elisabet Baudin (1789–1866) var inte av resandesläkt, men träffade i unga år en betydligt äldre glashandlare av resandesläkt, Vidrik Gripenfeldt. De fick sonen Karl Johan Gripenfeldt (1812–1872).
Calle Jularbo var 1913–1921 trolovad med Gerda Larsson, och gift två gånger. I trolovningsförhållandet med Gerda föddes sonen Oscar Eberhard (Ebbe Jularbo) (1915–1991) och sonen Karl Oskar Hjalmar (1919–1920). Åren 1923–1946 var han gift med Alma Bygler (född Olbers) från Gustaf Adolfs socken i Värmland. Efter Almas död 1946 gifte han om sig med Sally Johansson från Stockholm. Han var farfars bror till Hasse Carlsson, sångare i Noice.
Calle Jularbo är begravd på Nacka norra kyrkogård.

## Filmografi
- 1947 – Livet i Finnskogarna
- 1952 – Kalle Karlsson från Jularbo
- 1952 – Janne Vängman i farten - dragspelaren

## Museer
- Carl Jularbomuseet i Avesta, invigt på hans 100-årsdag 6 juni 1993 [15][16]
- Jularbomuseet i Rasten, utanför Alunda [17]
- Spelemålens Jularbomuseum, Nybro

## Priser och utmärkelser
- 2017 – Invald i Swedish Music Hall of Fame[18]